# Хуан Чжисюн
Хуан Чжисю́н (кит. упр. 黄志雄, пиньинь Húang Zhìxióng, в транскрипции Уэйда-Джайлза — Huang Chih-Hsiung, род. 16 октября 1976 года) — тайваньский тхэквондист, двукратный призёр Олимпийских игр, двукратный чемпион мира.
На выборах в Законодательный юань Китайской Республики 2004 года Хуан Чжисюн был третьим в списке партии Гоминьдан, и потому получил место в парламенте. На выборах 2008 года он вновь стал членом Законодательного юаня.